# ویکلانتیتسه
ویکلانتیتسه (به چکی: Vyklantice) یک منطقهٔ مسکونی در جمهوری چک است که در شهرستان پلهرژیموف واقع شده‌است.
 ویکلانتیتسه ۶٫۸۱ کیلومتر مربع مساحت و ۱۵۵ نفر جمعیت دارد و ۶۰۲ متر بالاتر از سطح دریا واقع شده‌است.